# Liste deutscher Mundarten
Diese Liste soll alle deutschen Mundarten enthalten, ohne Unterscheidung, ob es sich nun um eine Mundart (Dialekt), einen Regiolekt oder eine Varietät handelt. Dies soll eine Übersicht und Prüfung auf ihre Vertretung in der Wikipedia erleichtern. Der Anfangsplan sieht vor, sich an der folgenden und auf Deutsche Dialekte eingebundenen Karte zu orientieren.

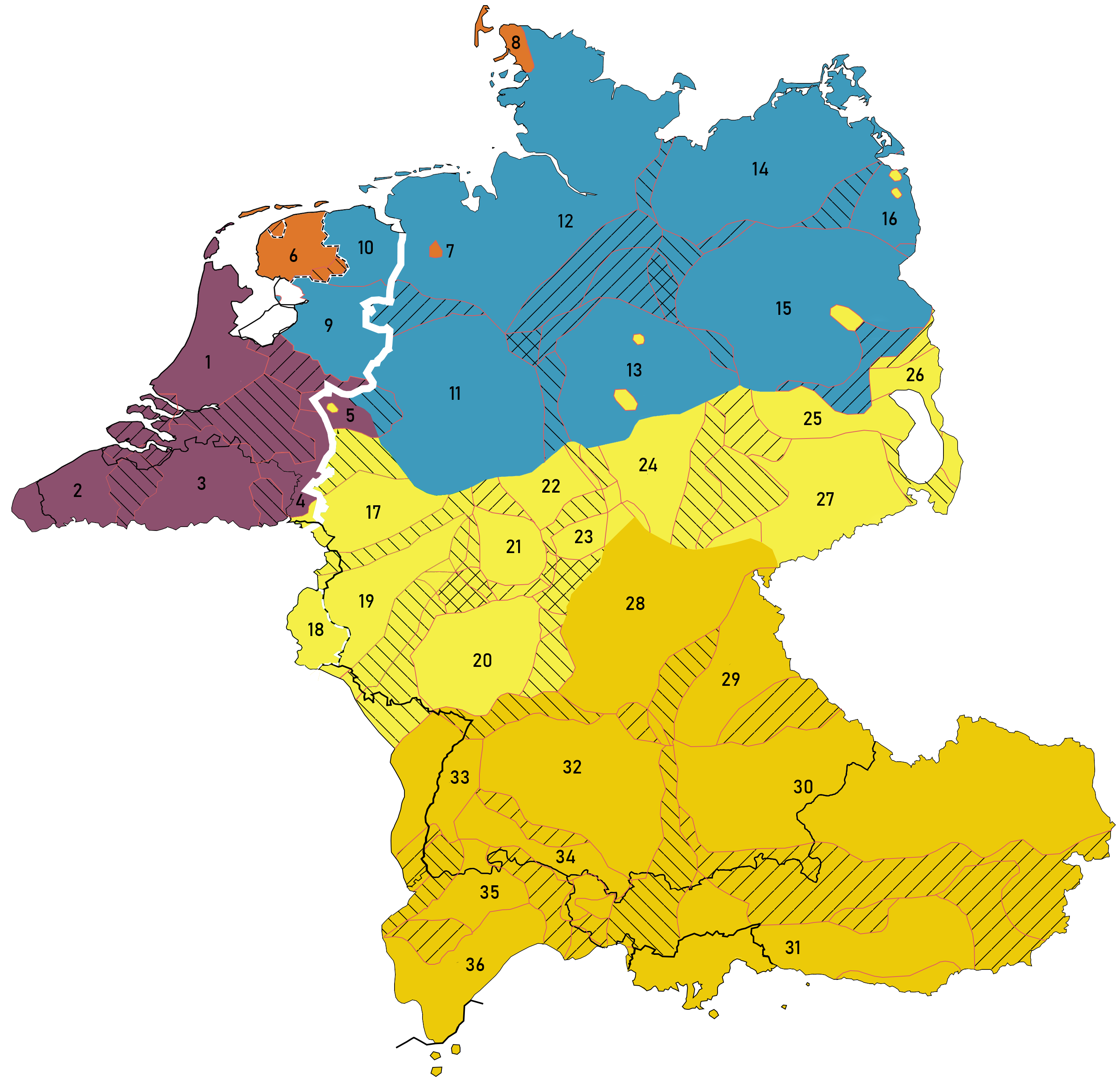
Historische Großgliederung der kontinentaleuropäischen Mundarten westgermanischer Abkunft um 1880 nach Georg Wenker.
Legende:
Niederfränkische Varietäten: 1. Zentralniederländisch 2. Westflämisch 3. Brabantisch 4. Limburgisch 5. Niederrheinisch (dt. Dachsprache)
Friesische Varietäten: 6. Westfriesisch 7. Saterfriesisch 8. Nordfriesisch
Niederdeutsche Varietäten: 9. Overijssels (ndl. Dachsprache) 10. Gronings (ndl. Dachsprache) 11. Westfälisch 12. Nordniederdeutsch 13. Ostfälisch 14. Mecklenburgisch-Vorpommersch 15. Brandenburgisch 16. Mittelpommersch
Mitteldeutsche Varietäten:17. Ripuarisch 18. Luxemburgisch (lux. Dachsprache) 19. Moselfränkisch 20. Rheinfränkisch 21. Zentralhessisch 22. Nordhessisch 23. Osthessisch 24. Thüringisch 25. Nordobersächsisch 26. Südmärkisch 27. Obersächsisch
Oberdeutsche Varietäten: 28. Ostfränkisch 29. Nordbairisch 30. Mittelbairisch 31. Südbairisch 32. Schwäbisch 33. Niederalemannisch 34. Mittelalemannisch 35. Hochalemannisch 36. Höchstalemannisch
Isoglosse der niederländischen und deutschen Standardsprachen.
Der Bereich, in dem simultan zwei Dachsprachen benutzt werden (Luxemburgisch/Deutsch und Westfriesisch/Niederländisch), ist schwarz-weiß umrandet.

## Dialekte in Europa
- Niederdeutsch
  - Nördliches Niederdeutsch
    - Westniederdeutsch
      - Südoldenburgisch
      - Emsländisch
      - Münsterländisch
      - Westmünsterländisch
      - Grafschafter Platt

    - Nordniederdeutsch
      - Schleswigsch
      - Holsteinisch
      - Dithmarscher Platt
      - Oldenburger Platt (Oldenburgisch)
      - Ostfriesisches Platt (Ostfriesisch)
      - Nordhannoversch

    - Mecklenburgisch-Vorpommersch
    - Märkische Dialekte
      - Nordmärkisch
      - Mittelmärkisch
      - Südmärkisch
      - Mittelpommersch

  - Südliches Niederdeutsch
    - Westfälische Dialekte
      - Ostwestfälisch
      - Südwestfälisch

    - Ostfälisch
      - Kernostfälisch
      - Göttingisch-Grubenhagensch
      - Elbostfälisch
      - Heideostfälisch
      - Ostfälisch-nordniederdeutscher Interferenzraum
      - Ostfälisch-westfälischer Interferenzraum
- Hochdeutsche Dialekte
  - Mitteldeutsche Dialekte
    - Ostmitteldeutsch
      - Thüringisch
      - Nordobersächsisch
      - Südmärkisch
      - Obersächsisch
      - Hochpreußisch

    - Westmitteldeutsch
      - Moselfränkisch (Auswahl von Mundarten)
        - Siegerländer Platt
        - Wäller Platt
        - rheinfränkisch-moselfränkisches Übergangsgebiet
        - zentralhessisch-moselfränkisches Übergangsgebiet

      - Ripuarisch
        - Nördliche Eifel
        - Mittleres Erft- und Rurgebiet
        - Aachener Land
        - Bergisches Land
        - Ripuarisch-niederfränkisches Übergangsgebiet ohne nordbergischen Raum
        - Nordbergischer Raum

      - Rheinfränkische Dialekte
      - Nordhessisch
      - Osthessisch
      - Mittelhessisch

  - Oberdeutsche Dialekte
    - Ostfränkische Dialekte
      - Unterfränkisch
      - Oberfränkisch

    - Südfränkisch
    - Bairisch
      - Nordbairisch
      - Mittelbairisch
      - Südbairisch
        - Zimbrisch
        - Fersentalerisch

    - Alemannische Dialekte
      - Schwäbisch
        - Sathmarschwäbisch

      - Niederalemannisch
      - Mittelalemannisch
      - Hochalemannisch
        - Zürichdeutsch

      - Höchstalemannisch
        - Walliserdeutsch